# Кафедра скандинавской и нидерландской филологии СПбГУ
Кафедра скандинавской и нидерландской филологии, основанная в 1958 году, располагается на Филологическом факультете СПбГУ и предлагает программы по изучению таких языков как норвежский, шведский и датский, а также программу по изучению нидерландского языка. Набор на каждое отделение производится обычно раз в два года.
Является первой в стране кафедрой скандинавистики, долгое время остававшейся единственной. До 2012 года называлась «Кафедра скандинавской филологии». Несмотря на то, что нидерландский язык не принадлежит к группе скандинавских, в 1972 году по инициативе основателя кафедры М. И. Стеблин-Каменского было открыто нидерландское отделение.

## История
Первое в России специальное скандинавское отделение с основным шведским языком было открыто в 1935 году в Ленинградском историко-философско-лингвистическом институте, сегодня известном как Филологический факультет СПбГУ, на кафедре романо-германской филологии. В 1945 году началось преподавание норвежского языка, а в 1947 — датского.
В 1958 году выдающийся учёный-филолог Михаил Иванович Стеблин-Каменский предложил преобразовать скандинавское отделение в самостоятельную кафедру. Первую в СССР кафедру скандинавистики он возглавлял с 1958 по 1978 год.
В 1961—1966 гг. на отделении «Шведский язык и литература» работали лучшие в СССР преподаватели шведского языка: Сарра Семёновна Маслова-Лашанская, Андрей Густавович Густавссон (швед, переехавший в СССР в конце 30-х гг.), Ирина Вячеславовна Каллистова. Уровень преподавания ими шведского языка соответствовал уровню педагогического мастерства в таких учебных заведениях как Военный институт иностранных языков и МГИМО. Михаил Иванович Стеблин-Каменский и Ирина Петровна Куприянова не только требовали знания истории скандинавской литературы, но также привили своим студентам любовь к ней.
В 1972 году в рамках кафедры Скандинавской филологии открылось отделение нидерландского языка. Инициаторами этого события стали:
- Игорь Борисович Братусь, изучил нидерландский язык в рамках курса на отделении индонезийского филологии кафедры китайской филологии восточного факультета ЛГУ (СПбГУ). Нидерландский изучался на этой кафедре Восточного факультета для чтения научных текстов на нём. Преподавая впоследствии русский язык в Нидерландах, Игорь Борисович получил возможность совершенствовать своё знание нидерландского языка.
- Сергей Григорьевич Халипов, полиглот, в совершенстве владевший более 30 языками, среди которых был и нидерландский. Все языки он знал настолько хорошо, что мог их преподавать.
- Александр Константинович Оглоблин, преподаватель индонезийского языка на Восточном факультете СПБГУ до 2020 года. Он так же, как и И. Б. Братусь, овладел нидерландским в рамках курса для филологов-индонезистов.

Александр Константинович Оглоблин, помимо курса нидерландского языка на своем факультете, также посещал занятия Вильгельмины Герардовны Трисман — голландки, всю жизнь прожившей в Петербурге. В той же группе студентов, посещавших занятия Вильгельмины Герардовны, оказался и Валерий Павлович Берков, будущий научный руководитель Ирины Михайловны Михайловой, выдающегося филолога-нидерландиста, как по кандидатской, так и по докторской диссертации.
С 1978 по 1997 год кафедру скандинавской филологии возглавлял Валерий Павлович Берков, один из наиболее известных в нашей стране и за рубежом специалистов в области скандинавской филологии и общего языкознания, член Норвежской академия наук, Российской Академии естественных наук, награждённый орденами трёх государств: России, Норвегии и Исландии.
С 1997 по 2012 год кафедрой заведовал Борис Сергеевич Жаров, профессор-данист, автор многих теоретических и практических курсов скандинавских языков, создатель более 150 научных работ и многочисленных статей, переводчик художественной литературы. С 2012 по 2019 год кафедру возглавляла Елена Всеволодовна Краснова. С 2019 кафедрой заведует Ирина Михайловна Михайлова.
К 2012 году, за 70 лет работы кафедры, более 600 человек получили высшее образование по одной из четырех специальностей.

## Название кафедры
Название кафедры несколько раз менялось. Изначально это была кафедра Скандинавских языков, но в 1972 году к скандинавским языкам присоединился нидерландский (голландский) язык, входящий вместе со скандинавскими в группу германских языков, и в 2012 году кафедра стала называться «Кафедра скандинавской и нидерландской филологии».

## Нидерландское отделение
Нидерландское отделение кафедры сравнительно небольшое: четыре преподавателя, включая носителя языка. Отделение возглавляет д. фил. н. И. М. Михайлова.

## Преподаватели кафедры
Михаил Иванович Стеблин-Каменский — основатель кафедры, доктор филологических наук, профессор Ленинградского университета, почётный доктор Стокгольмского  и Рейкьявикского университетов.
Сарра Семёновна Маслова-Лашанская — основатель шведского отделения кафедры, доктор филологических наук.
Валерий Павлович Берков — доктор филологических наук, специалист в области исландского и норвежского языков. 
Наталия Никитична Толстая — преподаватель шведского языка и теории грамматики шведского языка.
Анна Владимировна Савицкая — доцент кафедры, кандидат филологических наук, преподаватель шведского языка.